# Сървайвър: All-Stars
"Сървайвър: All-Stars" (на английски: Survivor: All-Stars) е осмата част на популярното телевизионно реалити шоу „Сървайвър“. То е записано през 2003 година и дебютира в САЩ по телевизия CBS на 1 февруари 2004 година след Супербоул XXXVIII. То е заснето на Перлените острови на Панама, където току-що е завършил предишният сезон, "Сървайвър: Перлени острови". Победителят на тази серия е Амбър Бъркич, чиято победа с 4-3 над Роб Мариано бива обявена на живо по телевизията на 9 май 2004 година. В края на сериите на 13 май 2004 година на живо се излъчва неочакван обрат, наречен Племенният Съвет на Америка. Той включва общественото гласуване за това кой да спечели втора награда от един милион долара. При излъчването на шоуто Рупърт Боунъм спечелва милиона.
Този сезон излиза на DVD на 14 септември 2004 година.
|  | Тази страница частично или изцяло представлява превод на страницата Survivor: All-Stars в Уикипедия на английски. Оригиналният текст, както и този превод, са защитени от Лиценза „Криейтив Комънс – Признание – Споделяне на споделеното“, а за съдържание, създадено преди юни 2009 година – от Лиценза за свободна документация на ГНУ. Прегледайте историята на редакциите на оригиналната страница, както и на преводната страница, за да видите списъка на съавторите. ВАЖНО: Този шаблон се отнася единствено до авторските права върху съдържанието на статията. Добавянето му не отменя изискването да се посочват конкретни източници на твърденията, които да бъдат благонадеждни. |